# Schloßböckelheim
Schloßböckelheim est une municipalité allemande située dans le land de Rhénanie-Palatinat et l'arrondissement de Bad Kreuznach, sur la Nahe. 

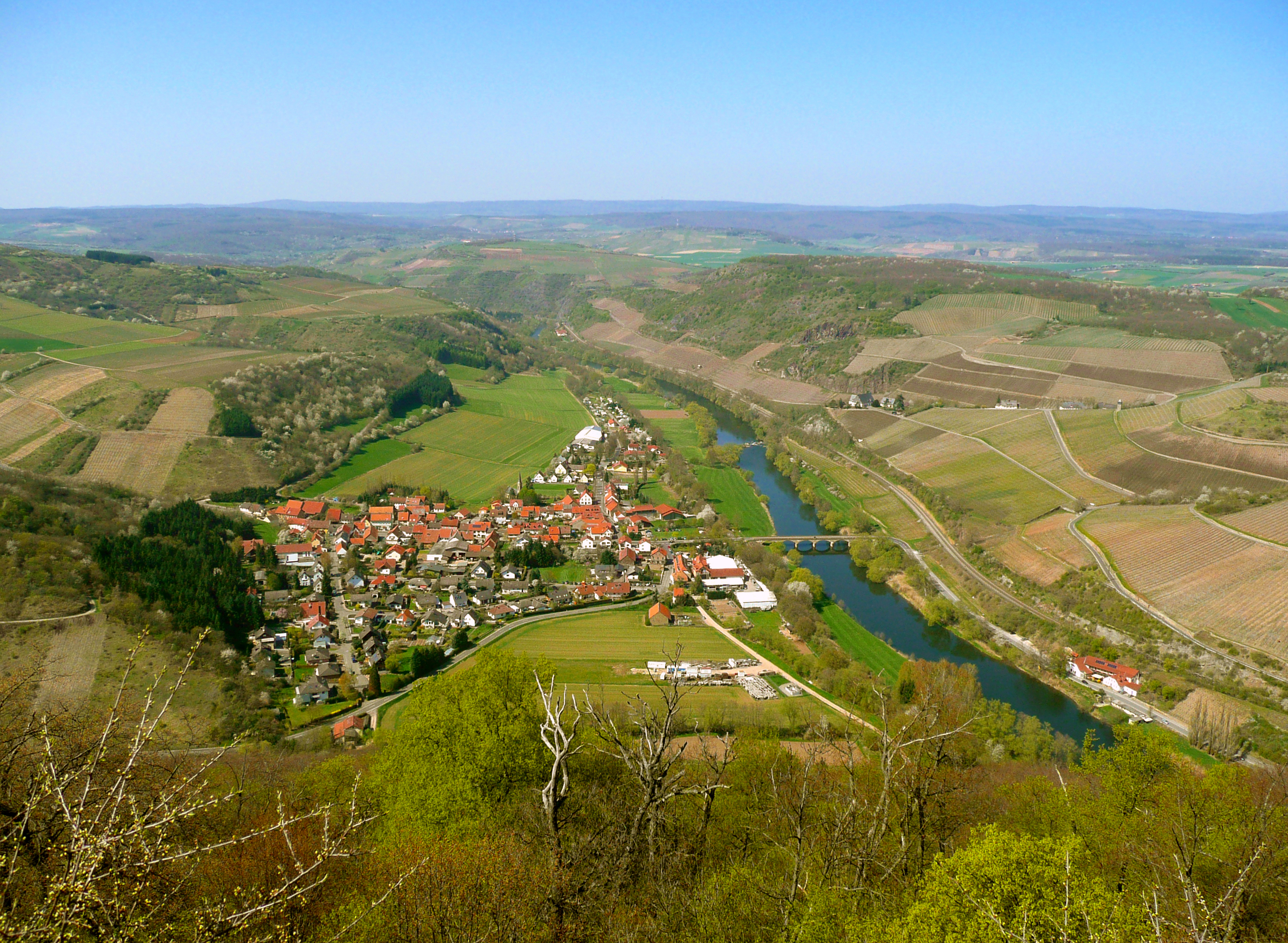
Au fond, au-delà de Oberhausen, le vignoble Kupfergrube de Schlossböckelheim (vu depuis l'autre rive de la Nahe).